# Azul y Blanco (1946)
Azul y Blanco fue un periódico semi-diario de política publicado en San Pedro Sula, Honduras. El periódico tenía una ideología política de derecha alineado con las ideologías del Partido Nacional de Honduras.
Azul y Blanco fue dirigido por el profesor Manuel de J. Bueso. Marco A. Rápalo fue su redactor jefe y el administrador del periódico. El periódico era editado por Tipografía La Marina, cuyo dueño era Ramón Discua.